# Peter Futej
Peter Futej (* 14. června 1970) je bývalý slovenský fotbalista, záložník.

## Fotbalová kariéra
V československé lize hrál za Tatran Prešov. Nastoupil v 9 ligových utkáních a dal 1 ligový gól. Dále hrál i za BSC JAS Bardejov, FK Inter Bratislava a FC Steel Trans Ličartovce.

## Ligová bilance
| Ročník                                   | Zápasy | Góly | Klub          |
| ---------------------------------------- | ------ | ---- | ------------- |
| 1. československá fotbalová liga 1991/92 | 9      | 1    | Tatran Prešov |
| CELKEM 1. liga                           | 9      | 1    |               |